# 般若波羅蜜多心經
《般若波羅蜜多心經》（羅馬化：Prajñāpāramitāhṛdaya；藏語：བཅོམ་ལྡན་འདས་མ་ཤེས་རབ་ཀྱི་ཕ་རོལ་ཏུ་ཕྱིན་པའི་སྙིང་པོ，威利转写：bcom ldan 'das ma shes rab kyi pha rol tu phyin pa'i snying po），是大乘佛教表達空性和般若波羅蜜觀點的經典，又稱《摩訶般若波羅蜜多心經》，簡稱《般若心經》、《心經》。本經是《大品般若經》的別生經，取自〈習應品〉和〈勸持品〉，乃《大般若經》的精要，無序分與流通分。與《金剛經》並為通行最廣的般若經，地位重要，曾被稱作《經王》。藏密以此經典為般若佛母，為般若波羅蜜形象化的本尊。

## 題名
般若波羅蜜多心（Prajñāpāramitāhṛdaya），按梵語語法属于「持業釋」型複合詞，前面的Prajñāpāramitā用來修飾、描述後面的hṛdaya，合稱就是“般若波羅蜜多”的“心”。其中：
- 般若波羅蜜多：般若（prajñā）直譯為「慧」，波羅蜜多（pāramitā）又譯「波羅蜜」「波羅密」，直譯爲「到彼岸」「事究竟」「度無極」。波羅蜜多是菩薩成就無上究竟菩提的根本資糧，「般若波羅蜜多」為其中一種，是徹知空性，了達無我的波羅蜜多。「般若波羅蜜多」的「般若」之梵語是「Prajñā」，此梵語是由接頭詞「Pra(向前方、前進)」與動詞詞根「√jñā(認識、了知)」構成的陰性名詞，原意是「向某個對象前進去認識它」，即「全面地、直接地、徹底地去體驗而覺知某個對象，這個對象就是「法性(Dharmatā)」，理解宇宙一切現象的原理的「般若(Prajñā)」就是智慧;「般若波羅蜜多」的波羅蜜多之梵語是「pāramitā」，此梵語是由形容詞「pāramī(最高的、究極的)」和陰性名詞接尾詞「tā」構成的陰性名詞，為「圓滿、究竟」的意思，因此「般若波羅蜜多(prajñāpāramitā)」即為「圓滿究竟、全面地、徹底地理解宇宙真實與原理的智慧」。

- 心，原義為心臟，與意識心不同，在此是指「心要」或「心髓」。此經為般若波羅蜜經之心要，所以名為《般若波羅蜜多心經》[4][5]。福井文雅論證「心」有密咒、真言、陀羅尼的含意，主張經題應解釋為「以般若波羅蜜多作為密咒的經」[6]。韓廷傑認為《心經》表達《大般若經》的核心和《心經》作為陀羅尼，兩者並不相違[7]。

《般若波羅蜜多心經》本無『經』字，在古代的經錄中題作《般若波羅蜜神呪》或《摩訶般若波羅蜜神呪》。梵文本題作：
- 《Prajñāpāramitā Hṛdaya》（般若波羅蜜多心）
- 《Prajñāpāramitā Hṛdaya dhāraṇī》（般若波羅蜜多心陀羅尼）
- 《Pañcaviṃśatikāḥ nāma dhāraṇī》（二十五頌陀羅尼）
- 《Pañcaviṃśatikāḥ Prajñāpāramitā Hṛdaya nāma dhāraṇī》（二十五頌般若波羅蜜多心陀羅尼）
- 《Pañcaviṃśati   Prajñāpāramitā》（二十五頌般若波羅蜜多）
- 《Pañcaviṃśatikā Bhagavatī Prajñāpāramitā Hṛdaya》（二十五頌薄伽梵母般若波羅蜜多心）

藏文本稱《薄伽梵母般若波羅蜜多心》，皆不題經（sūtra）字，而稱為“心”或“陀羅尼”，或者二者並稱。
敦煌遺書中此經稱為《般若多心經》或《多心經》。以前的學者大都視「多」為衍字，或把「多心經」當成一種拙劣的縮略。
不過，福井文雅在考察歷代經錄、初唐碑銘及敦煌遺書後，發現《多心經》這一稱呼於玄奘在世時已出現，並於唐代廣泛流傳，其使用頻率超過《心經》這稱呼。他指出「多」是「般若波羅蜜多」的略稱，為和密教的《咒心經》（不空羂索神咒心經、不空羂索咒心經）作區別，故稱《多心經》。

## 起源
那體慧（Jan Nattier）教授比較了本經梵文本與漢文本，根據兩者差異，主張本經原為漢文，再轉譯為梵文，而印度在8世紀前沒有人提到過心經。日本学者福井文雅反对此说。在《般若心経の総合的研究》中，福井认为此经虽然在翻译中加入了一些其他因素，但根本上是梵译汉的。日本学者原田和宗也反对此说。在《「般若心経」の成立史論》中，他比較了本經梵文本、漢文本、藏文本與中世紀印度大乘寫本，根據以上的比較，主張本經原為梵文，不可能為漢文。比爾·波特則推測問題來自現存梵文本的文字錯亂，漢文本是從現已佚失的梵文本翻譯而來，但此推測目前缺乏證據。新加坡佛學院學者紀贇一定程度上認同那體慧之説，認爲現存梵文本確實受到了漢語語法和審美趣味的影響，很可能是從漢語轉譯的，但他認爲仍有一些疑問需要厘清。上海師範大學教授、原中國社會科學院宗教研究所研究員方廣錩亦認可那體慧的研究，並認為現存的梵文本很可能出自玄奘本人之手。而敦煌文獻中經由不空潤色的梵文本的出土可以補強這一結論。 
釋迦牟尼佛初轉法輪，宣說四聖諦，以「苦集滅道」之教義教導眾生，修解脫道。滅諦就是涅槃。解脫道的「涅槃」，指苦的滅盡，包括煩惱的滅盡（有餘涅槃）與五蘊的滅盡（無餘涅槃）；繼四聖諦後，佛接著說五蘊皆空經時，再度說明了五蘊本質。第二轉般若無分別智法輪，藉由對空性的認知，說明煩惱是可以斷除的，從色法到一切遍智空，一切法皆無自性。第三轉善分別法輪的唯識諸經《解深密經》、《如來藏經》、慈氏菩薩的《相續本母經》，詳細說明真心如來藏的體性是常住不滅、離六塵之見聞覺知，惟明惟知，唯證乃知，具有原始本地之風光，謂智慧之德相。
《般若經》及諸部般若，為佛陀在二轉般若無分別智法輪時所宣說，乃大乘佛法中之深法。佛陀在《大般若波羅蜜多經》系列中常提到般若的重要，更譬喻「般若」為佛母，能生一切佛法。
《般若經》的內涵以空性為主，大乘菩薩透過對空性的了解能斷除煩惱障而可證得但不入小乘的無餘涅槃，即聲聞及緣覺的菩提果位；大乘菩薩也能夠透過對空性的認識，具足圓滿修證一切種智，再加上福德資糧的圓滿，能徹底斷除所知障而獲得大乘的佛地無住處涅槃，即無上的菩提果位。《般若波羅蜜多心經》即是《大般若經》的心髓，全部般若的精義皆設於此經，故名為《心經》。
佛說《心經》的緣起，是在靈鷲山中部，為諸菩薩聲聞弟子所圍繞，當時觀自在菩薩正在觀修般若波羅蜜多、專注思惟觀修而照見五蘊皆自性空。
心經內涵可分兩種，顯義與隱義。顯義為觀空正見，為龍樹菩薩的《中論》所闡釋。隱義則為現觀道次第，間接顯示性空所依的有法，為彌勒菩薩所造的《現觀莊嚴論》所詮釋。
《大般若經》中所開示之般若法門是專為已發菩提心之眾菩薩們所宣說的。其最重要的觀念，在於以般若空智慧來覺悟諸法皆是空相之實相，不會因已體證空性、可進入卻不入涅槃而自願生生世世輪迴生死救度眾生，其行為看似有違一般所認知的脫離輪迴觀念，而實際上這才是《大般若經》開悟菩薩的主旨所在。因為以慈悲喜捨之心平等救護一切眾生才是真菩薩行，而自己逃離生死輪迴卻棄眾生於不顧則有違菩薩自度度他之初衷誓願。
在《大般若經》中數度出現“菩薩摩訶薩普為利樂諸有情故，求趣無上正等菩提”與“觀諸法皆空，不捨一切有情”字句。此即表示若離開對眾生的慈悲濟度，則一切修行的意義則大打折扣，不能最終成就無上菩提正果。般若在大般若經中即闡明諸法性與相皆不可得。
其來源大部分出於《大般若經》第二會卷403觀照品第三之二，即《大品般若》習應品第三）。「般若波羅蜜多是大神咒……」一段，出於《大般若經》第二會功德品第三十二，即《大品般若》勸持品第三十四。咒文則出於《佛說陀羅尼集經》第三卷，般若大心陀羅尼第十六。故《心經》是出自《般若經》的精髓，附加密咒真言，才完成現今《心經》組織的型態。

## 版本
《心經》是所有佛經中翻譯次數最多，譯成文種最豐富，並最常被念誦的經典。有廣本及略本兩種版本。廣本具有序分、正宗分、流通分。略本只有正宗分，鳩摩羅什與玄奘譯本皆是略本。至今仍不斷有新的譯本出現，下面列出部分重要版本。

### 梵文本

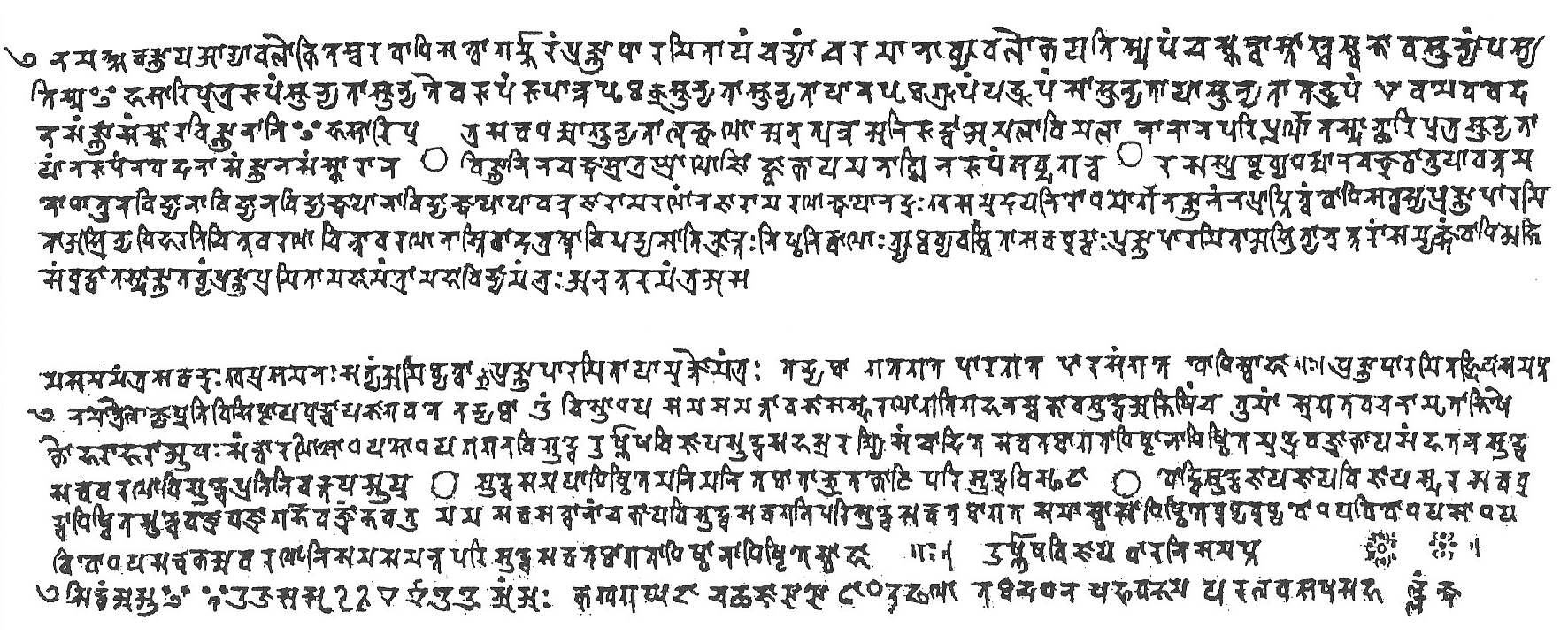
日本（原來在法隆寺現在在）東京國立博物館藏兩片貝葉經鈔本，第一頁加上第二頁第一行是略本心經。

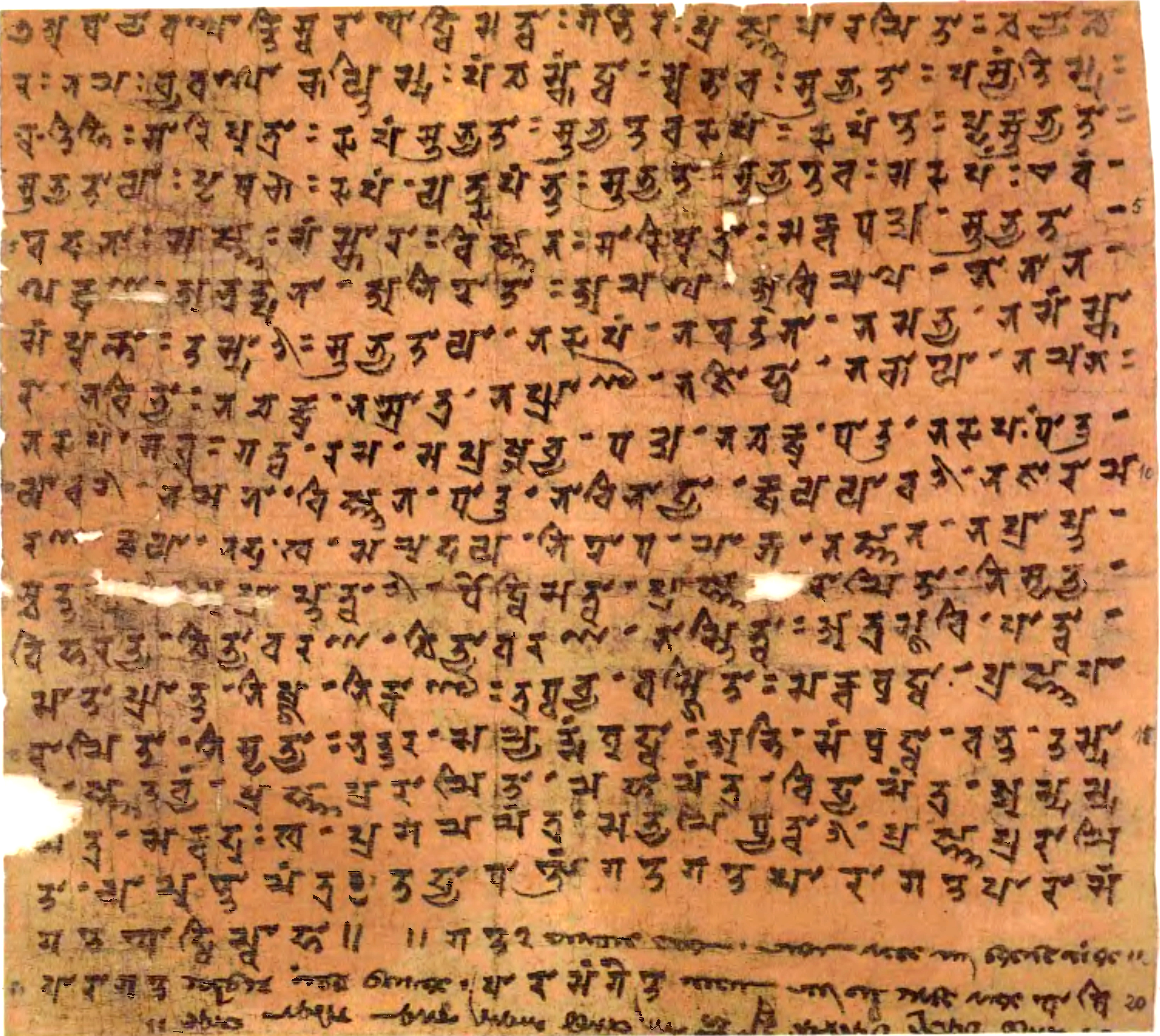
伯希和收集的梵文心經，現藏於法國國家圖書館。

日本法隆寺貝葉經是目前所知最古老的梵文本《心經》，現收藏於東京博物館。相傳此本原為迦葉尊者手寫，後由菩提達摩傳給慧思禪師，再經由小野妹子於推古天皇十七年（西元609年）傳入日本。淨嚴和尚於1694年以梵文悉曇體手寫抄錄。穆勒（Max Muller）於1884年轉寫成天城體及羅馬拼音，傳至歐美國家。1957年及1967年，孔睿校訂梵文本。
巴黎，菲爾（H. L. Feer）校訂之梵文本。原本現藏於法國國家圖書館，Catalogue No.967，為梵藏漢蒙滿五本對照本，其梵文為蘭札文體。
在敦煌出土了《唐梵翻對字音般若波羅蜜多心經》，根據此本還原了梵文本。此外，尼泊爾保存了八種梵文版本。

### 古代漢文本

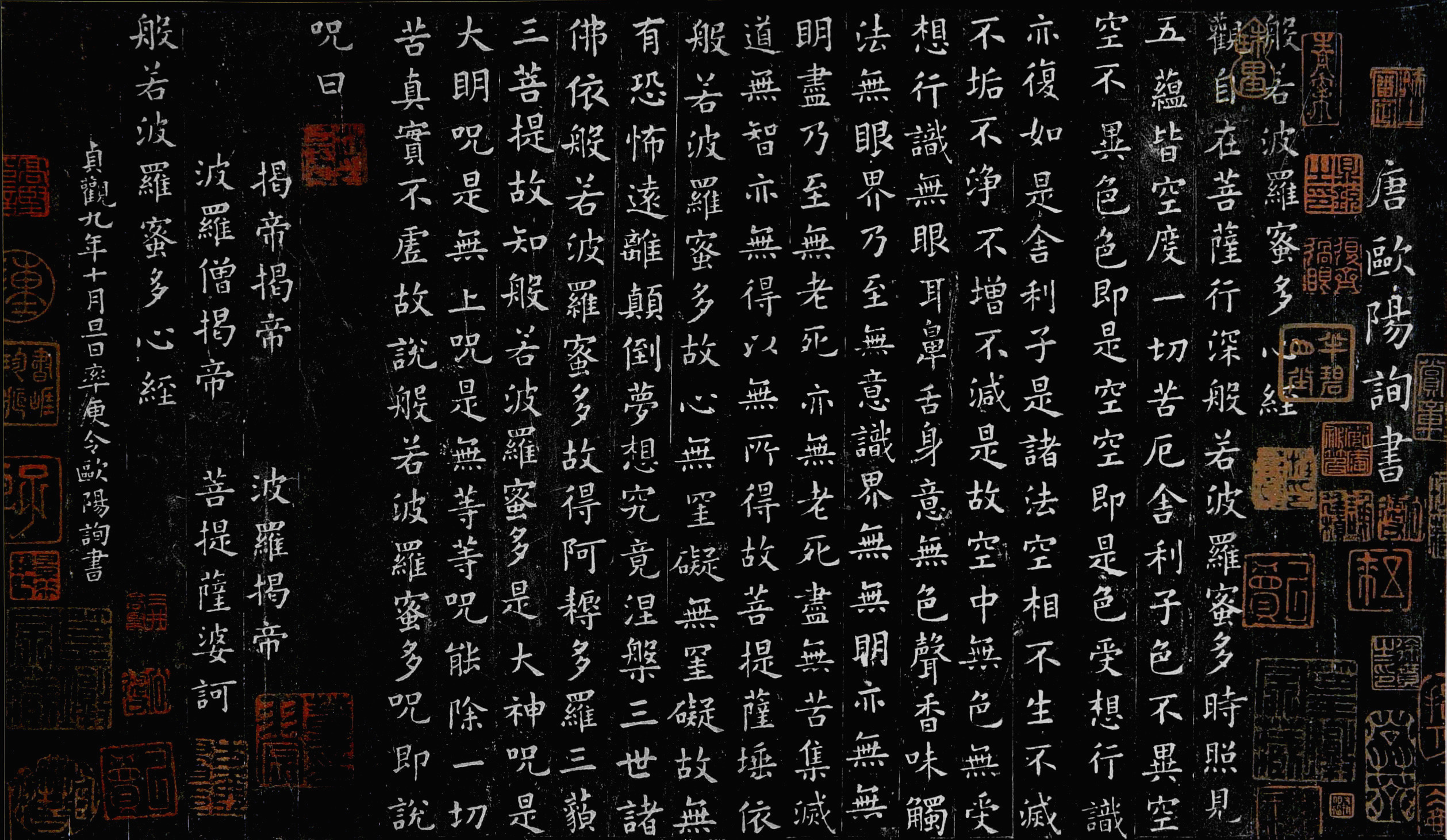
僞 (Note: 該幅書法係知名僞作，落款貞觀九年（635），當時玄奘尚未譯出此經)歐陽詢書心經。

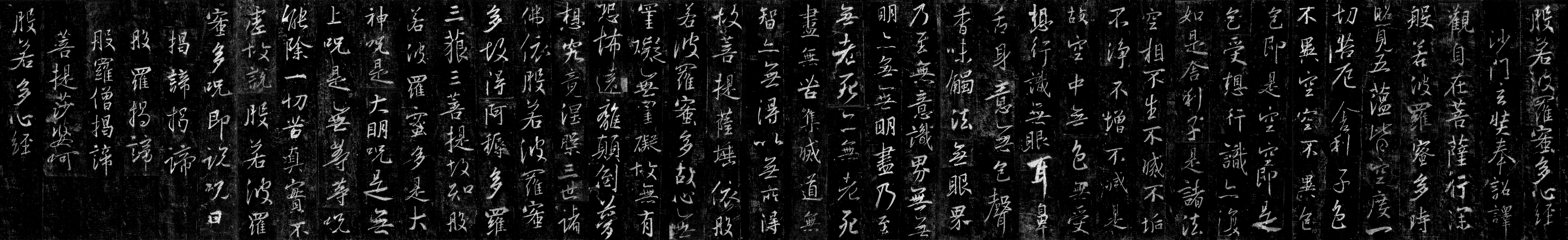
怀仁集王羲之行书真迹摹写《聖教序》所附心經。

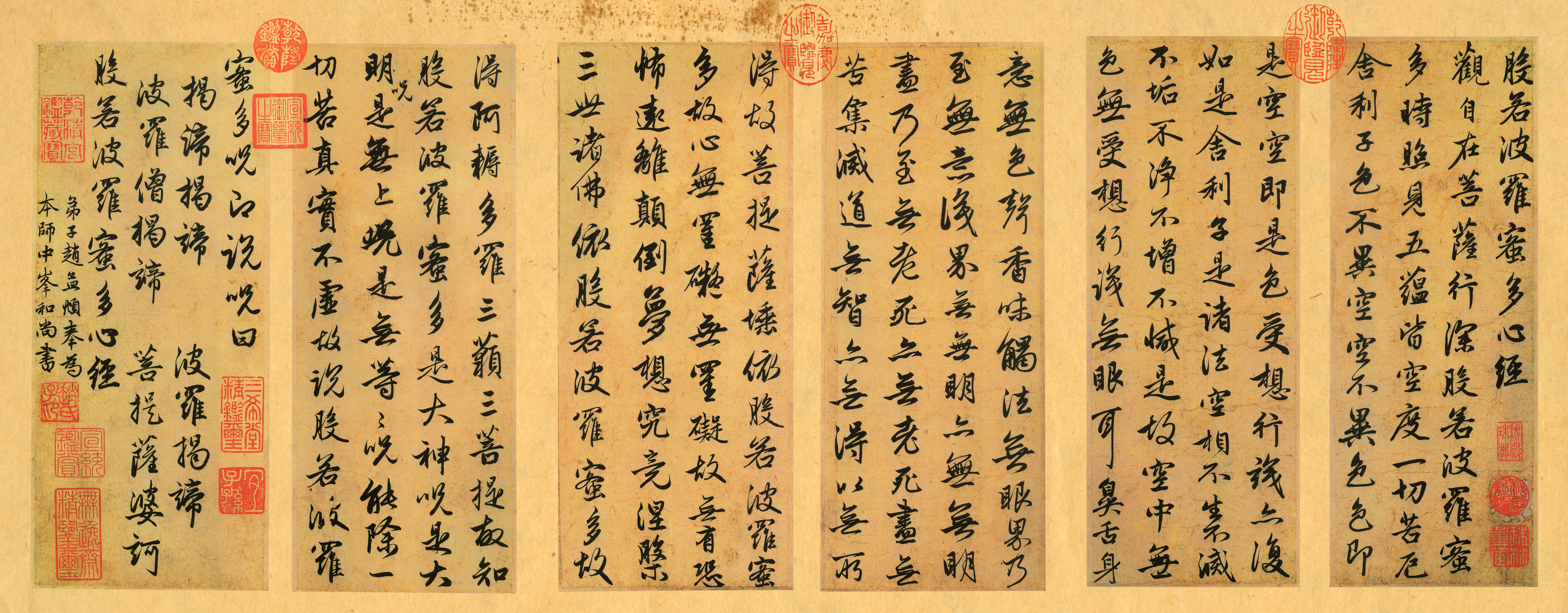
趙孟頫書心經。

中國歷史上，至宋朝為止，可考的至少有8次漢譯，現存7本。
| 標題                                                | 譯者                     | 版本 | 存缺                             |
| --------------------------------------------------- | ------------------------ | ---- | -------------------------------- |
| 《摩訶般若波羅蜜神呪》                              | 失譯 (別生經)            |      | 疑即是《摩訶般若波羅蜜大明呪經》 |
| 《摩訶般若波羅蜜大明呪經》                          | 鳩摩羅什                 | 略本 | 存                               |
| 《般若波羅蜜多心經》                                | 唐·玄奘（649年）         | 略本 | 存                               |
| 《般若波羅蜜多那經》                                | 唐·菩提流志（693年）     |      | 缺                               |
| 《普遍智藏般若波羅蜜多心經 （页面存档备份，存于）》 | 唐·法月（738年）         | 廣本 | 存                               |
| 《般若波羅蜜多心經》                                | 唐·般若、利言等（790年） | 廣本 | 存                               |
| 《般若波羅蜜多心經》                                | 唐·智慧輪（847－859年）  | 廣本 | 存                               |
| 《般若波羅蜜多心經》                                | 唐·法成（敦煌石室本）    | 廣本 | 存                               |
| 《聖佛母般若波羅蜜多心經》                          | 宋·施護（980－1000年）   | 廣本 | 存                               |

其中以玄奘法師漢譯本流通最廣，共260字。其譯本內容約有20處與今日所見的梵文本不同。日本通行的漢譯本共262字，比中國通行本多了2字，即「遠離一切顛倒夢想」中的「一切」。
另有兩譯本，一曰唐三藏法師義淨三藏譯《佛說般若波羅蜜多心經》（至「即說咒曰」同玄奘譯），一曰東天竺國沙門法月三藏譯《般若波羅蜜多心經》，二者只見於《日本大藏經》(第35巻 P354-355)中野達慧所編《梵漢般若心經異本集》。
其中義淨本在咒語後有一段描述讀經功效的流通分,，然而此段亦見於敦煌寫本 Or.8210/S.4406,   (內容大同小異)且不屬於經文本身, 是敦煌心經抄本的一種題記,  因此不能將此本看作是一種譯本；法月譯本收於法月「重譯本」之後，相信是誤會了「重譯」二字的意思（《大正藏》註：重＝奉詔，唯「重譯」也可解作「輾轉翻譯」，如《史记．卷六十．三王世家》：「遠方殊俗，重譯而朝，澤及方外。」）而為好事者所造的「初譯本」(經後註云：大唐國青龍寺東塔院經本，並無註明為初譯）。二者《大正藏》俱未收錄。
依藏文本漢譯的有：
- 《大內譯般若波羅蜜多心經》、清康熙據西藏番字舊本譯。依此版本，雍正皇帝御製《摩訶般若波羅蜜多心經》藏滿蒙漢對照版，雍正元年十二月初八日製成。
- 1948年貢噶呼圖克圖（1893-1957）於上海依藏文本作漢譯本《薄伽梵母智慧到彼岸心經》。

1994年方廣錩依《敦煌遺書》的《心經》異本作修訂本《般若波羅蜜多心經》。
依梵文本所造的漢字音譯本有：
- 敦煌遺書S2464號「觀自在菩薩與三藏法師玄奘親教授梵本不潤色·《唐梵翻對字音般若波羅蜜多心經》」[27]，及S5648號。白石真道曾將此本還原成梵文。
- 房山石經藏不空漢字音譯本[28]。福井文雅曾將此本還原成梵文
- 房山石經藏慈賢漢字音譯本[29]。福井文雅曾將此本還原成梵文
- 宋·蘭溪大覺禪師，漢字音譯本[30]。此本於西元1246年（宋·寬元四年），蘭溪大覺禪師自中國傳到日本。
- 《玄奘感觀音親授記梵文心經》，此本引自楞嚴解冤釋結道場儀，為明清時期雲南阿吒力僧常用之科儀，不為歷代《大藏經》所收，底本藏於雲南圖書館[31]

### 藏文本
德格版《西藏大藏經》中，有兩種明顯不同的譯本。其一是由印度堪布無垢友（梵Vimalamitra）及譯師寶車（藏Rin chen sde）比丘所翻譯，經名《佛母般若波羅蜜多心經》，歸入續部。另一版本，經名《聖佛母般若波羅蜜多心經》，譯者佚名，歸入般若部。均為廣本。
敦煌藏文文獻中，有第三種藏譯本，經名《聖般若波羅蜜多心經》，為略本，收錄在《敦煌大藏經》中，有20種抄本，內容大致相同。

### 英譯本
最早的英譯本是畢爾（Samuel Beal）於1864年依玄奘漢譯本所譯。
穆勒（Max Muller）於1884年將梵文本轉寫成天城體及羅馬拼音，並首次將廣本及略本梵文心經譯成英文傳至歐美國家。穆勒轉譯時間早，且當時英文的佛教用詞尚未固定，故此譯本以今日標準看並非佳作，但這無損於穆勒在心經研究史上的地位。
1957年及1967年，愛德華·孔茲（Edward Conze）校訂廣本及略本梵文心經，並譯成英文。孔茲是二十世紀歐美研究般若經典最出色的學者，其心經譯本幾乎被當成標準本，地位等同玄奘譯本在漢字文化區的地位。

### 其他語文譯本
其他語言譯本多依梵文譯本、玄奘漢譯本、藏文譯本而譯。
- 德譯本：1960年何內等三人（I. B. Horner，D. Snellgrove，A. Waley）依孔睿校訂本及略本梵文心經，譯成德文。1982年法勇比丘（Bhikkhu Dharmaviro）依玄奘漢譯本作德譯本。

- 法譯本：1984年吳其昱依玄奘漢譯本作法譯本。

- 日譯本：1972年松原泰道依梵文本作現代日語譯本[32]。1977年榊亮三郎依法隆寺修訂梵文本作日文意譯本。

1988年白石真道依修訂梵文廣、略本作日譯本。昭和16年，高島米峰、清泉芳嚴依法月、般若共利、智慧輪、施護、法成等漢譯本作日譯本。昭和52年，寺本婉雅依藏文本作日譯本。
- 俄譯本：1989年，A. A.切連契耶夫（俄语：Терентьев,_Андрей_Анатольевич）（Terentyev A. A.）作俄譯本。

- 韓譯本：1994年，越祖，宋醉玄著《般若心經講論》，依鳩摩羅什、玄奘、法月等漢譯廣、略本心經作韓文音譯及意譯。

- 越南文：淨行法師依玄奘漢譯本作越文音譯及意譯本。

- 荷译本：罗伯特·杨森（荷兰语：Robert Janssen (hoogleraar)）依梵文本作荷兰文译本。

- 泰譯本：2011年，崇聖大乘佛經中泰翻譯組（The Chinese-Thai Mahāyāna Sūtra Translation Project in Honour of His Majesty the King：โครงการแปลพระสูตรมหายานจีน-ไทยเฉลิมพระเกียรติ）依鳩摩羅什、玄奘、法月、般若共利言等、智慧輪、施護、法成等漢譯本作泰譯本。

## 《心經》相關疏註
由印度論師所造的《心經》釋論，現存於《西藏大藏經》的有八篇：
- 《般若心經註·密咒道釋》，吉祥獅子撰
- 《聖般若波羅蜜多心經廣釋》，無垢友撰
- 《般若波羅蜜多心經釋》，蓮花戒撰
- 《般若心經注》，阿底峽撰
- 《般若波羅蜜多心經法義遍知》，摩訶闍那撰
- 《薄伽梵母般若波羅蜜多心經廣釋·法義明燈》，金剛手撰
- 《聖般若波羅蜜多心經廣釋》，善軍撰
- 《聖般若波羅蜜多心經釋》，智友撰

中國歷代高僧大德對心經的疏註甚多，以下舉例部分最通行的版本：
- 《般若波羅蜜多心經幽贊》唐·窺基撰
- 《佛說般若波羅蜜多心經贊》唐·西明寺沙門圓測撰
- 《般若心經疏》唐·靖邁撰
- 《般若波羅蜜多心經略疏》唐·法藏撰
- 《心經直說》明·德清撰
- 《心經說》明·紫柏撰
- 《心經要解》明·蕅益智旭撰

## 內容

### 梵語羅馬拼音
āryāvalokiteśvaro bodhisattvo gaṃbhīrāyāṃ prajñāpāramitāyāṃ caryāṃ caramāṇo vyavalokayati sma | paṃcaskandhāḥ | tāṃśca svabhāvaśūnyānpaśyati sma | iha śāriputra rūpaṃ śūnyatā śūnyataiva rūpaṃ rūpānna pṛthakśūnyatā śūnyatāyā na pṛthagrūpaṃ yadrūpaṃ sā śūnyatā yā śūnyatā tadrūpaṃ | evameva vedanāsaṃjñāsaṃskāravijñānāni | iha śāriputra sarvadharmāḥ śūnyatālakṣaṇā anutpannā aniruddhā amalā na vimalā nonā na paripūrṇāḥ | tasmācchāriputra śūnyatāyāṃ na rūpaṃ na vedanā na saṃjñā na saṃskārā na vijñānāni | na cakṣuḥśrotraghrāṇajihvākāyamanāṃsī | na rūpaśabdagaṃdharasaspraṣṭavyadharmāḥ | na cakṣurdhāturyāvanna manovijñānadhātuḥ | na vidyā nāvidyā na vidyākṣayo nāvidyākṣayo yāvanna jarāmaraṇaṃ na jarāmaraṇakṣayo na duḥkhasamudayanirodhamārgā na jñānaṃ na prāptiḥ || tasmādaprāptitvādbodhisattvāṇāṃ prajñāpāramitāmāśritya viharatyacittāvaraṇaḥ | cittāvaraṇanāstitvādatrasto viparyāsātikrānto niṣṭhanirvāṇaḥ || tryadhvavyavasthitāḥ sarvabuddhāḥ prajñāpāramitāmāśrityānuttarāṃ samyaksambodhimabhisaṃbuddhāḥ || tasmājjñātavyaṃ prajñāpāramitā mahāmantro mahāvidyāmantro ’nuttaramantro ’samasamamantraḥ sarvaduḥkhapraśamanaḥ | satyamamithyatvāt | prajñapāramitāyāmukto mantraḥ | tadyathā gate gate pāragate pārasaṃgate bodhi svāhā || iti prajñāpāramitāhṛdayaṃ samāptam

### 經名
整段話的概略意思是“透過心量廣大的通達智慧，而超脫世俗困苦的根本途徑”。「般若波羅蜜多(prajñāpāramitā)」即為「圓滿究竟、全面地、徹底地理解宇宙真實與原理的智慧」。
- “摩訶”：無邊無際的大、心量廣大[34]。比喻宇宙萬物大自然之間的規律與特質，約略相當於中國傳統文化指稱的道與廣義的命。
- “般若”為梵語prajñā音譯，指通達妙智慧；人之所以愚痴，就是因為沒有空性的智慧。讀般若心經，就是為了通達空性的智慧。依大般若經記載，般若為諸法性與相皆不可得。此梵語是由接頭詞「Pra(向前方、前進)」與動詞詞根「√jñā-9(認識、了知)」構成的女性名詞，原意是「向某個對象前進去認識它」，即「全面地、直接地、徹底地去體驗而覺知某個對象，這個對象就是「法性(Dharmatā)」，理解宇宙一切現象的原理的「般若(Prajñā)」就是智慧。
- “波羅蜜多”為梵語pāramitā音譯，指到彼岸[35]或圓滿成就[36][37]；此梵語是由形容詞「pāramī(最高的、究極的)」和女性名詞接尾詞「tā」構成的女性名詞，為「圓滿、究竟」的意思。
- “心”：根本、核心、精髓。一方面表示內容所探討的主體重心，另一方面也表示全篇內容的重要性。
- “經”：字義是線、路、徑，引申為經典。代表前人走過的路途、獨特而深入的經歷或見解，藉口述語言或文字記載來傳承後世，以供人們做為參考指引。

漢傳佛教中《心經》常見的版本為玄奘譯本，共260個字，其經文言簡義豐、博大精深、提綱挈領，直明「第一義諦」，集中展現了般若學的精髓，是大乘佛教出家及在家佛教徒日常背誦的佛經之一。「色即是空，空即是色」一句即出自該部經文，闡明五陰（色受想行識）乃至十八界萬法，與諸法空相（沒有獨立、常存不變的自性）實乃不一不異之中道。

### 譯文

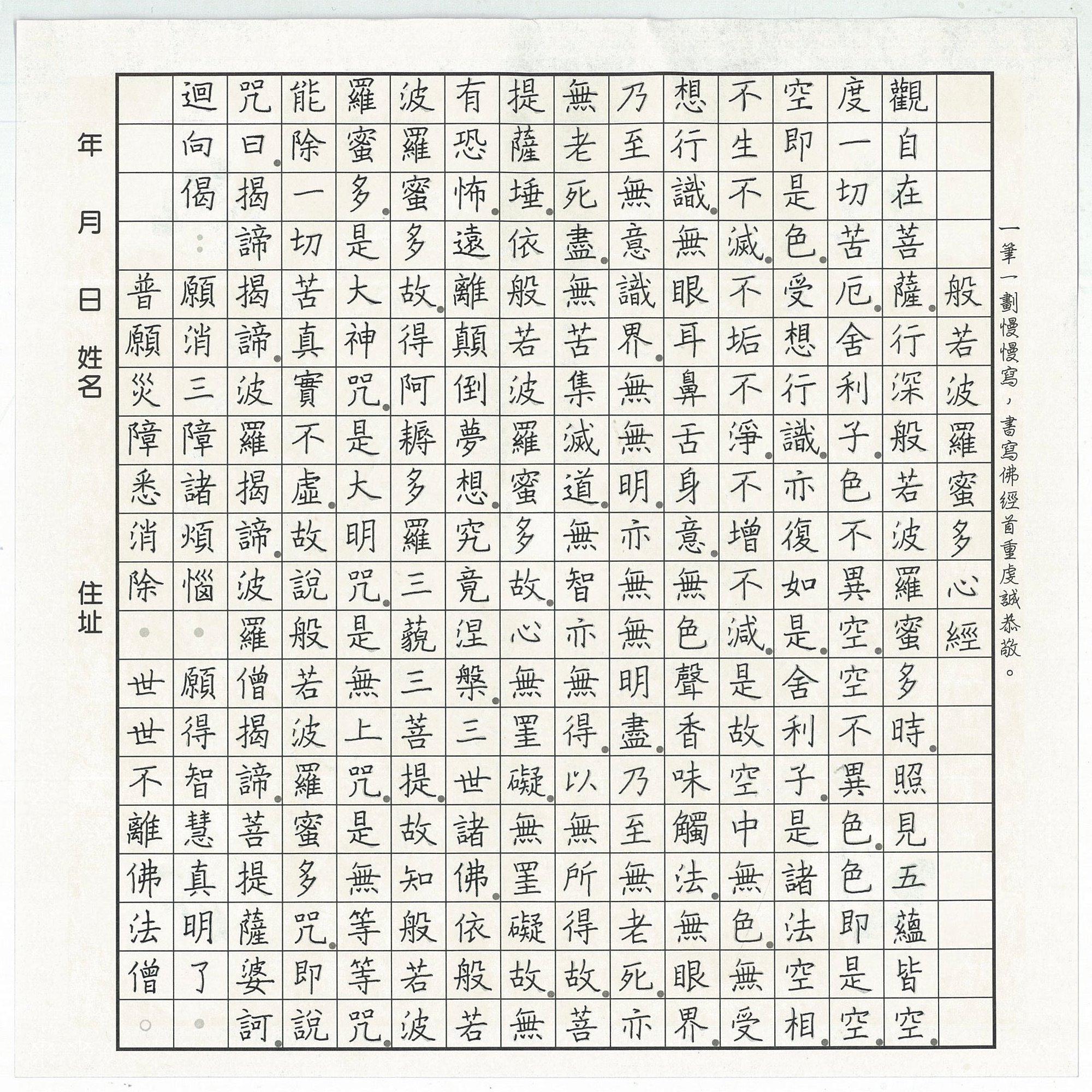
附有標點符號的《般若波羅蜜多心經》硬筆書法紙

經典原文並未附有標點符號。後世對於標點符號的位置有不同的看法。以下的經典是採用了大多數人所接納的版本以方便讀者閱讀。
觀自在菩薩，行深般若波羅蜜多時，照見五蘊皆空，度一切苦厄。舍利子，色不異空，空不異色；色即是空，空即是色。受、想、行、識，亦復如是。舍利子，是諸法空相，不生不滅，不垢不淨，不增不減，是故空中無色，無受、想、行、識；無眼、耳、鼻、舌、身、意；無色、聲、香、味、觸、法；無眼界，乃至無意識界；無無明，亦無無明盡；乃至無老死，亦無老死盡。無苦、集、滅、道，無智亦無得。以無所得故，菩提薩埵，依般若波羅蜜多故，心無罣礙。無罣礙故，無有恐怖，遠離顛倒夢想，究竟涅槃。三世諸佛，依般若波羅蜜多故，得阿耨多羅三藐三菩提。故知般若波羅蜜多，是大神咒，是大明咒，是無上咒，是無等等咒，能除一切苦，真實不虛。故說般若波羅蜜多咒，即說咒曰：“揭諦、揭諦，波羅揭諦，波羅僧揭諦，菩提薩婆訶。”
 — 玄奘法師译， 般若波羅蜜多心經
- 《心經》經文以「觀自在菩薩」開頭，以「菩提薩婆訶」結尾。

- “觀自在菩薩”有人說是釋迦牟尼佛對他的弟子舍利子開示時說的話，“觀想已經獲得菩薩乘果位的大自在菩薩”。另根據《大唐西域記》卷三記載，「唐言觀自在...舊譯為光世音，或云觀世音，或觀世自在，皆訛謬也。」可見玄奘法師不認同鳩摩羅什的「觀世音菩薩」一譯。另外，根據星雲大師的觀點，「觀自在菩薩」就是觀世音菩薩，至於「觀世音菩薩」是鳩摩羅什翻譯的名稱，屬於意譯；「觀自在菩薩」則是唐朝玄奘大師翻譯的，是直譯。所以，不論「觀自在」或「觀世音」，都是「觀世音菩薩」。[39]也有説法是玄奘法師爲避唐太宗李世民之名諱，而改譯作「觀自在菩薩」。

- “薩婆訶”為祝頌語，與經文開頭相呼應。

- “舍利子”即舍利弗，是《心經》全文字詞其中之一。[40]

- 《心經》經文的解釋很多，其中包括有顯教的解釋與密教的解釋。顯義是空性，密義是現觀次第。也有人從科學層面對於「心經」之我見和邏輯學層面進行解釋。

## 般若波羅蜜真言
《般若波羅蜜真言》：「揭諦揭諦。波羅揭諦。波羅僧揭諦。菩提薩婆訶。」（Gate gate pāragate pārasaṃgate bodhisvāhā） 
「揭諦」，去、行、至也。「波羅」，彼岸也。「僧」，眾也。「薩婆訶」，成就也。大概可漢譯如下：「去罷！去罷！去彼岸罷！眾人一起去彼岸罷！菩提成就罷！」有時會在開始時先念唵或「答地夜他」（即說咒曰）。

## 軼事
- 據稱玄奘在四川時得一病僧口授梵語《心經》。[41]陸游《入蜀記》載宋時蜀僧能誦梵語《心經》。
- 日本學者塙保己一（1746－1821），5歲時雙目失明。27歲那年，曾至龜戶的天滿宮中頂禮膜拜，當即發下誓願，欲行「百萬誦讀」，亦即自是日起萬日內，天天誦《心經》百遍。[42]
- 日本文學家幸田露伴也酷愛誦讀《心經》，甚至寫了一篇《般若心經第二義注》的研究論文，並於論文之卷首處，題了「欲解聖賢之語最佳之法，在於無言之言，亦即以行說法也。」[43]
- 俞曲园认为《般若波羅蜜多心经》“色不异空，空不异色；色即是空，空即是色”是不必要的“复语”，为译者失误。陈寅恪查阅伦敦博物馆藏敦煌本唐梵对字音《般若波羅蜜多心经》，见有“色不异空”一节，共有六句，玄奘译为四句，已省略，所以他说：“盖宣传宗教，不厌反复。梵文诸经本中，往往有『Peyala』，或作『pya』，即重诵三遍之意。曲园先生精通中国訓詁古文章句之学，此条乃拘于中文范围，故有此誤解耳。”

### 其他文獻
- 《般若波羅蜜多心經釋義》黃家樹，明珠佛學社，2000，香港，ISBN 978-962-7935-08-7
- 《心經集成》林光明編著，2000，嘉豐出版社，ISBN 978-957-98985-4-6
- 《東初老人全集之四、般若心經思想史》釋東初著，1985，東初出版社
- 《心經內義與究竟義》談錫永編著，2005，台北，全佛文化，ISBN 978-957-2031-72-8

## 外部連結
- 識典古籍：心經（般若波羅蜜多心經）
- 福井文雅：〈般若心經觀在中國的變遷 （页面存档备份，存于）〉。
- 《心經》疑偽問題再研究 （页面存档备份，存于）
- 敦煌石室《心經》音寫抄本校釋序說 （页面存档备份，存于）
- 蓮花戒《般若波羅蜜多心經釋》之譯注研究 （页面存档备份，存于）